# Армянськ (станція)
Армя́нськ (крим. Ermeni Bazar) — проміжна передатна залізнична станція Кримської дирекції Придніпровської залізниці між станціями Вадим (11 км) і Яни Капу (19 км).
Розташована в однойменному місті на неелектрифікованій лінії Джанкой — Армянськ.
Станція обладнана двома платформами та 3 коліями. Є зала очікування та квиткові каси.

## Історія
Станція відкрита у 1935 році.

## Пасажирське сполучення
Станом на початок 2014 року на станції зупинялися такі поїзди далекого сполучення:
| Пасажирські поїзди далекого сполучення | Пасажирські поїзди далекого сполучення |
| №                                      | Маршрут слідування                     |
| -------------------------------------- | -------------------------------------- |
| 132/133                                | Сімферополь — Хмельницький             |
| 310/309                                | Сімферополь — Одеса                    |
| 393/394                                | Сімферополь — Полоцьк                  |

З 27 грудня 2014 року є кінцевою для приміських поїздів:
| Приміські поїзди | Приміські поїзди    | Приміські поїзди |
| №                | Маршрут слідування  | Курсування       |
| ---------------- | ------------------- | ---------------- |
| 6759             | Армянськ — Феодосія | Щоденно          |
| 6750/6770        | Феодосія — Армянськ | Щоденно          |
| 6747/6749        | Армянськ — Феодосія | Щоденно          |
| 6752             | Джанкой — Армянськ  | Щоденно          |

З 2 квітня 2014 року приміські дизель-поїзди зі сторони Херсона курсують лише до станції Вадим.
Залізничне сполучення в напрямку станції Вадим припинене з 27 грудня 2014 року.